# Smokin' with The Chet Baker Quintet
| Recensione | Giudizio |
| ---------- | -------- |
| AllMusic   |          |

Smokin' with The Chet Baker Quintet è un album a nome "The Chet Baker Quintet", pubblicato dalla casa discografica Prestige Records nell'aprile del 1966.

## Tracce

### LP
Lato A
1. Grade "A" Gravy – 6:24 (musica: Richard Carpenter, Gladys Bruce)
2. Serenity – 5:28 (musica: Richard Carpenter, Gladys Bruce)
3. Fine and Dandy – 7:22 (testo: Paul James – musica: Kay Swift)

Lato B
1. Have You Met Miss Jones? – 6:38 (testo: Lorenz Hart – musica: Richard Rodgers)
2. Rearin' Back – 6:01 (musica: Richard Carpenter, Sonny Stitt)
3. So Easy – 8:51 (musica: Tadd Dameron)

## Formazione
"The Chet Baker Quintet"
- Chet Baker – flicorno
- George Coleman – sassofono tenore
- Kirk Lightsey – pianoforte
- Herman Wright – contrabbasso
- Roy Brooks – batteria

Note aggiuntive
- Richard Carpenter – produttore
- Ira Gitler – note retrocopertina album originale[3]